# Сыч-эльф
Сыч-эльф, или кактусовый сыч (лат. Micrathene whitneyi), — вид птиц семейства совиных. Единственный представитель рода. Выделяют четыре подвида. Распространён в Северной Америке.
Вид описан в 1861 году американским хирургом и натуралистом Джеймсом Грэмом Купером (William Cooper; 1830—1902). Видовое название сыч получил в честь Джозайи Дуайта Уитни (1819—1896), видного американского геолога и основателя гарвардской Школы Горной промышленности. В Мексике эту сову называют «enano».

## Внешний вид
Крошечная сова, длина тела около 12—14 см, масса — около 44 г. Посадка тела вертикальная. У сыча-эльфа относительно большая голова, «ушей» нет. Слабый клюв и слабые лапы. Крылья закруглённые, длинные; размах крыльев в среднем 37-38 см. В коротком хвосте (длина 4,5—5,3 см), в отличие от других сов, 10 рулевых перьев. Ноги покрыты щетинистыми перьями. Окраска серовато-бурая с охристыми или беловатыми отметинами (у некоторых первичных и вторичных перьев могут быть белые кончики, из-за которых на спине и появляются белые точки); на животе белая с рыжевато-коричневыми разводами; ошейник белого или бурого цвета. На хвосте имеется 3-5 светлых рыжих или коричневых горизонтальных полос. С плеча по спине идёт прерывающаяся белая линия, такая же идёт по краю крыла. Голова и особенно «лицо» могут быть гораздо светлее остального оперения. Окрас более коричневый на спине и более оранжевый на голове, груди и животе. Вокруг клюва, по краям крыльев и на лбу жёлтые точки. Над глазами белые «брови». Радужина лимонно-жёлтая, клюв и когти бледно-бурые или серые, основание клюва может быть разных цветов. У молодых птиц окраска не такая пёстрая, нет пятен и «лицо» более серое.

## Образ жизни
Сычи-эльфы имеют слабые ноги и когти, что сильно затрудняет охоту. Обычно они питаются только насекомыми: кузнечиками, саранчой, молью, личинками мух, гусеницами, многоножками и цикадами, а также скорпионами и пауками. Если скорпион предназначается птенцу, родитель сначала удаляет жало, а затем уже скармливает скорпиона птенцу. Охотятся сычи-эльфы на рассвете и на закате, в сумерках, и никогда днём. Их полёт немного напоминает полёт летучих мышей и в полете они очень манёвренны, поэтому охотиться предпочитают на лету. Перья у сычей-эльфов расположены не так, как у других сов, и не позволяют им летать бесшумно, но это им и не требуется. Они пугают насекомых, заставляя тех взлететь, и затем склевывают их. Время от времени сычики охотятся на земле, выклёвывая насекомых из деревьев или земли. Иногда птицы подлетают к походным кострам или другому яркому свету в поисках летающих насекомых. Прежде чем съесть добычу, сычи несут её в укрытие, где разрывают на куски, а затем поедают. Погадки маленькие, сухие и бесформенные. Они содержат в основном части тел насекомых и часто разваливаются, вскоре после того как птица их откинет. Сычи-эльфы не очень агрессивны и предпочитают улетать от опасности, а не бороться. В неволе сычи-эльфы жили до 5 лет.

## Размножение
В середине апреля самцы сычей-эльфов начинают петь по ночам, привлекая потенциальных партнёрш к месту гнездования. Когда двое сычей объединяются в пару, самка сразу же устраивает насест в выбранном гнезде, чтобы предотвратить его занятие другими птицами. Вход в гнездо располагается на высоте от 2 до 10 метров. В апреле — мае сычики откладывают от 2 до 5 яиц (чаще всего 3) с интервалом 1—3 дня. Высиживание начинается со второго яйца и длится 21—24 дня. В отличие от других видов сов, самка сыча-эльфа иногда охотится по ночам в период насиживания, в это время о яйцах заботится её партнёр. Птенцов выкармливает самка, но пищу ей приносит самец. В разгар охоты самец может приносить пищу очень часто, примерно раз в минуту. Оперение у птенцов появляется на 28—33 день. Хищникам трудно добраться до гнёзд сычей-эльфов, поэтому у них самый высокий процент размножения среди всех североамериканских сов. Из всех отложенных яиц 70 % птенцов доживают до оперения.

## Распространение
Сыч-эльф живет в пустынных, засушливых территориях, на прибрежных лесистых территориях и смежных плоскогорьях от 600 до 2200 метров над уровнем моря. Они живут в ущельях, каньонах, плато, и на горных наклонах. Их ареал — юго-запад США (Аризона, Калифорния, Нью-Мексико) и Мексика (Нижняя Калифорния). Местообитания сычей-эльфов тесно связано с гигантскими кактусами сагуаро. В дуплах этих кактусов, располагающихся на высоте двух и более метров от земли, сычики гнездятся. Иногда вместе с другими мелкими совами и с дятлами, которые и выдалбливают эти гнезда. Такое соседство вынужденное — сам сыч не может выдолбить гнездо из-за слабого клюва. Однако если сыч найдёт гнездо в каком-то другом дереве, он может поселиться и в нём. Гнёзда сычей-эльфов были найдены в мескитовых деревьях, дубах, платанах, грецких орехах, соснах. Иногда птицы селятся в дуплах, которые выдолбили дятлы в телефонных столбах.

## Подвиды
Выделяют четыре подвида:
- Micrathene whitneyi whitneyi (Cooper, 1861) — юго-запад США, север Мексики
- Micrathene whitneyi idonea (Ridgway, 1914) — юго-восточная Калифорния, юго-запад Нью-Мексико и Соноры
- Micrathene whitneyi sanfordi (Ridgway, 1914) — юг Калифорнии
- † Micrathene whitneyi graysoni Ridgway, 1886 — остров Сокорро